# Walter Q. Gresham (schip, 1943)
De Walter Q. Gresham was een Amerikaans stoomvrachtschip-libertyschip van 7.191 ton. 
Ze werd afgebouwd in februari 1943 door de scheepswerf Delta Shipbuilding Co. New Orleans, Louisiana. 
De eigenaar was Standard Fruit & Comp., New Orleans, Louisiana, met als thuishaven New Orleans. Haar algemene lading bedroeg 10.000 ton, met inbegrip van melkpoeder en suiker. De bemanning bestond uit 70 manschappen. Samen met het geëscorteerde konvooi HX-229 vertrok de Walter Q. Gresham vanuit Santiago, Cuba via New York naar de Clyde, Schotland.
Het schip Walter Q. Gresham werd genoemd naar Walter Quintin Gresham (17 maart 1832 – 28 mei 1895). Hij was een Amerikaans staatsman en jurist.

## Geschiedenis
Om 16.43 uur op 18 maart 1943, raakte de U-221, onder bevel van kptlt. Hans-Hartwig Trojer, met zijn torpedo de Walter Q. Gresham, die in het konvooi HX-229 in colonne meevoer, met een fatale torpedotreffer op haar achterschip en liet haar een uur later tot zinken brengen ten zuidoosten van Kaap Vaarwel. Om 16.49 uur, werden één FAT- en twee standaardtorpedo's gelanceerd. De FAT-torpedo miste en ontplofte aan het eind van haar loopbaan, terwijl de andere twee torpedo's op de Canadian Star insloegen, die in konvooicolonnepost 23 haar vaarpositie had, en het schip lieten zinken in 15 minuten tijd.

### Haar ondergang
De Walter Q. Gresham, met kapitein Byron Wade Miller als gezagvoerder, werd op haar maidentrip - het schip was amper een maand oud - geraakt aan haar bakboordzijde in ruimpost 5. De explosie veroorzaakte een reusachtig gat, vernietigde de kwartieren van de geschutsbemanning, beschadigde de schroefbladen en sleepte uiteindelijk de propeller mee. Acht officieren, 34 bemanningsleden, 26 kanonniers (het schip was bewapend met één 5-inch, één 3-inch en acht 20-mm kanonnen) en twee passagiers, verlieten het zinkende schip in drie reddingsboten (één reddingsboot ging drie dagen eerder verloren door zware zeegang op 15 maart) en twee vlotten, maar een van de reddingsboten kapseisde na de tewaterlating. Het vrachtschip zonk met zijn achtersteven eerst weg in de golven na ongeveer één uur na de U-bootaanval, op positie 53°35' N. en 28°05' W. Vijf officieren, 18 bemanningsleden en vijf geschutsbemanningen vonden de dood, de meesten van hen door verdrinking... De 42 overlevenden werden opgepikt binnen de 3 uren door de Britse korvetten HMS Pennywort (K 111) en HMS Anemone (K 48) en kwamen later met de overlevenden aan in Gourock, Schotland. Van de 70-koppige bemanning vonden 28 man de dood en 42 man overleefden deze scheepsramp...